# Kenji Tabata
Kenji Tabata (田端 健児 Tabata Kenji, né le 24 septembre 1974) est un athlète japonais, spécialiste du 400 m.